# 哈沃托夫特洛伊特
哈沃托夫特洛伊特（德語：Havetoftloit，發音：[ˈhaːvətɔftˌlɔʏt]）是德国石勒苏益格-荷尔斯泰因州石勒苏益格-弗伦斯堡县曾经的一个市镇，面积14.89平方千米，1975年12月31日人口为808人。2013年3月1日，哈沃托夫特洛伊特与另外2个市镇合并为新市镇中昂格尔恩。